# Ямская Слобода (Орловская область)
Ямска́я Слобода́ — село в Новосильском районе Орловской области. Входит в Зареченское сельское поселение.

## Название
Название поселения получено от проживавших там людей — ямщиков.

## География
Село находится в 3 км от Новосиля. Располагается в низменной местности в излучине правого берега реки Зуши.

## История
Слобода вероятно существовала уже в XVI веке и упоминается в ДКНУ (Дозорной книге Новосильского уезда) за 1614—1615 гг. о том, что её сожгли в 1611 году «литовские люди» и «черкасы». А потом произошло её второе заселение. Приход образовался в первой половине XVII столетия из выселившихся сюда жителей Новосиля, «которым и дана была эта земля во владение с обязательством платить несколько гривен оброка». Храм был деревянный во имя святого великомученика Дмитрия Мироточивого. В сметной книге Новосиля за 1686—1687 гг. упоминается слободская Дмитриевская церковь с приделом Святых мучеников Фрола и Лавра. Каменный храм построили на средства прихожан в 1810 году. Приход состоял из самого села, а также входило в разное время сельцо Задушное. С 1893 года в селе существовала школа грамоты.

## Население
| 1857 | 1859 | 1915 | 2002 | 2010 |
| ---- | ---- | ---- | ---- | ---- |
| 481  | ↘432 | ↗816 | ↘94  | ↗117 |